# Anthonotha lebrunii
Anthonotha lebrunii är en ärtväxtart som först beskrevs av J.Leonard, och fick sitt nu gällande namn av J.Leonard. Anthonotha lebrunii ingår i släktet Anthonotha och familjen ärtväxter. IUCN kategoriserar arten globalt som sårbar. Inga underarter finns listade i Catalogue of Life.